# 美川村 (岡山県真庭郡)
美川村（みかわそん）は、岡山県真庭郡にあった村。現在の真庭市一色、栗原、佐引、関、別所に当たる。

## 歴史
- 1904年（明治37年）6月1日 - 真庭郡関川村、美原村が合併して、美川村となる。
- 1955年（昭和30年）1月1日 - 美川村が真庭郡落合町（2代）、川東村、河内村、木山村、津田村と合併し、新たに落合町（3代）となる。美川村は廃止。

## 大字
現在はすべて真庭市の大字として存続している。
- 一色（いしき） 〒719-3151
- 栗原（くりはら） 〒719-3153
- 佐引（さびき） 〒719-3154
- 関（せき） 〒719-3156
- 別所（べっしょ） 〒719-3157